# عسفیا
عسفیا (انگلیسی: Isfiya، عربی: عسفیا‎، عبری: עִסְפִיָא‎)، که با نام یوسفیا نیز شناخته می‌شود، روستایی با اکثریت دروزی در شمال اسرائیل است که توسط یک شورای محلی اداره می‌شود. این روستا همچنین شامل مسیحیان، مسلمانان و چند خانوار یهودی است. این روستا که در کوه کرمل واقع شده است، بخشی از منطقه حیفا است. در سال ۲۰۲۲ جمعیت آن ۱۲۱۳۶ نفر بود. در سال ۲۰۰۳، شورای محلی با دلیات الکرمل در نزدیکی آن ادغام شد تا شهر کارمل را تشکیل دهد. با این حال، شهر جدید در سال ۲۰۰۸ منحل شد و دو روستا وضعیت مستقل خود را از سر گرفتند.